# Otto den rike av Ballenstedt
>Otto "den rike", Otto "der Reiche", född 1070/1073, död 9 februari 1123, begravd i Ballenstedts klosterkyrka, greve av Ballenstedt och Anhalt, greve i Schwaben- och Nordthüringengau, hertig av Sachsen 1112. Son till greve Adalbert II av Ballenstedt (mördad 1077/1083) och Adelheid av Weimar-Orlamünde (död 1100).

## Biografi
Otto "den rike" är den förste askaniern att i en samtida källa från 1106 kallas för comes de Ballenstedt (greve av Ballenstedt). Han omnämns 14 gånger i urkunder mellan åren 1083-1123. Brodern Siegfried var troligen yngre eftersom Otto nämns som greve före denne.
Otto delade arvet efter faderns död med sin bror Siegfried och erhöll då grevskapen i Schwabengau. Otto adopterades av styvfadern Heinrich von Laach, och efter sistnämndes död 1095 genomfördes en ny delning med brodern Siegfried varvid Otto erhöll samtliga sin far Adalberts besittningar. Därmed var han greve av Anhalt samt greve i Schwaben- och Nordthüringgau. Otto ägnade sig så en tid åt att förvalta besittningarna i Harz och längs Saale.
I det 1104 påbörjade tyska tronkriget mellan kejsar Heinrich IV och dennes son Heinrich V övergick Otto till Heinrich V. Otto hoppades på att kunna bli sin svärfars, hertig Magnus av Sachsen, efterträdare. Hertigdömet Sachsen tillföll dock istället greve Lothar von Supplinburg. Först 1112, då Lothar fallit i onåd hos kejsaren, kunde Otto ikläda sig rollen som hertig av Sachsen, och åtföljde som sådan kejsaren till belägringen av Salzwedel. Då kejsaren strax underkastade den rebelliske Lothar återinsattes sistnämnde som sachsisk hertig 1112, varför Otto avsattes. 
1113 dödades Ottos bror Siegfried av kejsar Heinrich V:s partigängare Hoyer von Mansfeld. Då kejsaren till följd härav beslagtog Siegfrieds allodier anslöt sig Otto, såsom varande Siegfrieds bror och förmyndare åt dennes söner, troligen redan då till kejsarens motståndare. 1114, då kejsaren härjade i Sachsen, utnyttjade de slaviska venderna tillfället att falla in i Sachsen varvid Ottos besittningar plundrades. I ett slag vid Köthen 9 februari 1115 slog Otto deras numerärt överlägsna här. De besegrade förföljdes och Otto bet sig fast på högra stranden av floden Elbe. Därmed vann han här i slaviska Gau Cierwisti huset Anhalts första besittningar, dit bland annat Coswig, Rosslau och Burow räknas. Med hertig Lothars hjälp kunde Otto hävda sina positioner.
Som förmyndare åt sina brorsöner måste Otto ständigt gripa in i striderna i Rhein-Pfalz. Vid fredsförhandlingarna 1122 bekräftades huset Anhalts besittning av Weimar.

### Kommentar
Helmut Assing, se litteraturförteckningen nedan, intar en mer försiktig hållning i fråga om tidpunkten för Otto "den rikes" brytning med kejsar Heinrich V, en brytning som var ett faktum i vart fall senast 1123. Det finns inga uppgifter om att Otto skulle ha närvarat vid hertig Lothars seger över kejsaren i slaget på Welfesholz i februari 1115 (där för övrigt den ovan nämnde Hoyer von Mansfeld stupade), men detta beror sannolikt på att Otto vid denna tidpunkt var upptagen med slaverna vid Köthen. Ruth Hildebrand menar att dessa slaver säkerligen opererade på beställning av kejsaren.

## Äktenskap och barn
Otto gifte sig 1095/1100 med Eilika av Sachsen (död 1142). Paret fick följande barn:
1. Albrekt Björnen (ca 1100-1170), hertig av Sachsen och markgreve av Brandenburg
2. Adelheid von Ballenstedt (ca 1100-efter 1139), gift 1. med markgreven av Nordmark Heinrich von Stade (död 1128), gift 2. med greven av Osterburg Werner III von Veltheim (död efter 1170)